# 22e étape (a) du Tour de France 1969
La 22e étape (a) du Tour de France 1969 est une demi-étape qui a eu lieu le dimanche 20 juillet 1969 entre Montargis et Créteil, en France, sur une distance de 111,5 km. Elle a été remportée par le Belge Jozef Spruyt. Le Belge Eddy Merckx conserve le maillot jaune.

## Classement de l'étape
| \| Classement de l'étape \| Classement de l'étape \| Classement de l'étape \| Classement de l'étape \| Classement de l'étape \| \| Coureur \| Coureur \| Pays \| Équipe \| Temps \| \| --------------------- \| --------------------- \| --------------------- \| --------------------- \| --------------------- \| \| 1er \| Joseph Spruyt \| Belgique \| Faema \| \| \| 2e \| Georges Vandenberghe \| Belgique \| Faema \| \| \| 3e \| Gerben Karstens \| Pays-Bas \| Peugeot-BP-Michelin \| \| \| 4e \| Evert Dolman \| Pays-Bas \| \| \| \| 5e \| Wilfried Peffgen \| Allemagne \| \| \| \| 6e \| Roland Berland \| France \| BiC \| \| \| 7e \| Raymond Riotte \| France \| Mercier-BP-Hutchinson \| \| \| 8e \| Francisco Gabica \| Espagne \| Fagor \| \| \| 9e \| Maurice Izier \| France \| \| \| \| 10e \| Eduardo Castelló \| Espagne \| Kas-Kaskol \| \| |                      |           |                       |       |
| |                      |           |                       |       |
| |                      |           |                       |       |
| Classement de l'étape |                      |           |                       |       |
| Coureur | Coureur              | Pays      | Équipe                | Temps |
| 1er | Joseph Spruyt        | Belgique  | Faema                 |       |
| 2e | Georges Vandenberghe | Belgique  | Faema                 |       |
| 3e | Gerben Karstens      | Pays-Bas  | Peugeot-BP-Michelin   |       |
| 4e | Evert Dolman         | Pays-Bas  |                       |       |
| 5e | Wilfried Peffgen     | Allemagne |                       |       |
| 6e | Roland Berland       | France    | BiC                   |       |
| 7e | Raymond Riotte       | France    | Mercier-BP-Hutchinson |       |
| 8e | Francisco Gabica     | Espagne   | Fagor                 |       |
| 9e | Maurice Izier        | France    |                       |       |
| 10e | Eduardo Castelló     | Espagne   | Kas-Kaskol            |       |

## Classements à l'issue de l'étape

### Classement général
| \| Classement général \| Classement général \| Classement général \| Classement général \| Classement général \| \| Coureur \| Coureur \| Pays \| Équipe \| Temps \| \| ------------------ \| ----------------------- \| ------------------ \| -------------------------------- \| ------------------ \| \| 1er \| Eddy Merckx \| Belgique \| Faema \| \| \| 2e \| Roger Pingeon \| France \| Peugeot-BP-Michelin \| \| \| 3e \| Raymond Poulidor \| France \| Mercier-BP-Hutchinson \| \| \| 4e \| Felice Gimondi \| Italie \| Salvarani \| \| \| 5e \| Andrés Gandarias Albizu \| Espagne \| Kas-Kaskol \| \| \| 6e \| Marinus Wagtmans \| Pays-Bas \| Willem II-Gazelle \| \| \| 7e \| Pierfranco Vianelli \| Italie \| Molteni \| \| \| 8e \| Joaquim Agostinho \| Portugal \| Frimatic-de Gribaldy-Viva-Wolber \| \| \| 9e \| Désiré Letort \| France \| Peugeot-BP-Michelin \| \| \| 10e \| Jan Janssen \| Pays-Bas \| BiC \| \| |                         |          |                                  |       |
| |                         |          |                                  |       |
| |                         |          |                                  |       |
| Classement général |                         |          |                                  |       |
| Coureur | Coureur                 | Pays     | Équipe                           | Temps |
| 1er | Eddy Merckx             | Belgique | Faema                            |       |
| 2e | Roger Pingeon           | France   | Peugeot-BP-Michelin              |       |
| 3e | Raymond Poulidor        | France   | Mercier-BP-Hutchinson            |       |
| 4e | Felice Gimondi          | Italie   | Salvarani                        |       |
| 5e | Andrés Gandarias Albizu | Espagne  | Kas-Kaskol                       |       |
| 6e | Marinus Wagtmans        | Pays-Bas | Willem II-Gazelle                |       |
| 7e | Pierfranco Vianelli     | Italie   | Molteni                          |       |
| 8e | Joaquim Agostinho       | Portugal | Frimatic-de Gribaldy-Viva-Wolber |       |
| 9e | Désiré Letort           | France   | Peugeot-BP-Michelin              |       |
| 10e | Jan Janssen             | Pays-Bas | BiC                              |       |